# Enver Hadžihasanović
Enver Hadžihasanović (Zvornik, RS de Bosnia, 7 de julio de 1950– 16 de diciembre de 2024) fue un general bosnio del Ejército de la República de Bosnia y Herzegovina (abreviado ARBiH) así como el comandante y jefe del estado mayor del mismo.

## Historia militar
Se graduó en la Academia militar de Belgrado en 1973. Luego fue transferido a varias bases militares en Tuzla y Sarajevo. Como Capitán de primera se destacó como comandante militar en la academia en Belgrado. Tras el cierre de la academia, se graduó en el rango de Mayor y posteriormente comandaría un batallón de la Policía militar en el Séptimo Ejército en 1988. Tras un intervalo, sería encomendado del comando de la 49.º Brigada motorizada. Esta brigada sería transformada en una brigada mecanizada, y para el final del año 1989 sería destacado como el comandante de ella. Para esta época se graduó en el rango de Teniente coronel.

## Castigo militar y deserción en el ARBiH
Al inicio del mes de abril del año 1992, fue sentenciado a confinamiento militar en su casa en Sarajevo por el JNA, y tras el hecho, desertó del JNA a la Fuerza de Defensa Territorial de la República de Bosnia y Herzegovina.
Tras su deserción del JNA, se une a la Fuerza de Defensa Territorial de la República de Bosnia y Herzegovina (TOBiH), el 14 de noviembre de 1992, y se convierte en el comandante del 3er Cuerpo del ARBiH. Se mantuvo en dicha posición hasta el 1 de noviembre de 1993, cuando se convierte en el Jefe del Estado Mayor del alto comando del ARBiH.

## Tras la guerra
Desde 1996, él participaría como miembro de la Jefatura del Estado mayor del Ejército de la Federación de Bosnia y Herzegovina. Se retiró en el año 2000.

## Crímenes de guerra
Fue encontrado culpable al fallar en la prevención de las muertes de prisioneros de guerra, por malos tratos y crueldad a los retenidos, en la base de responsabilidad superior criminal, por lo que fue sentenciado a cinco años en prisión. Apeló a la sentencia en primera instancia y fue provisionalmente liberado en junio del 2007, quedando pendiente de otro juicio en la Cámara de Apelaciones. El 22 de abril de 2008, la Cámara de Apelaciones redujo su sentencia a tres años y medio.

## Rangos militares

### Ejército Popular Yugoslavo
- 1973 - Capitán de primera clase
- 1988 - Mayor
- 1989 - Teniente coronel

### Ejército de la República de Bosnia y Herzegovina
- 1993 - Brigadier General
- 1997 - General de división
- 1998 - Mayor General